# Ultima Forever: Quest for the Avatar
Ultima Forever: Quest for the Avatar foi um jogo eletrônico de RPG de ação online e gratuito para jogar, desenvolvido pela Mythic Entertainment e pela Escalation Studios e publicado pela Electronic Arts. Ele é formalmente parte da série Ultima. Informações foram divulgadas antecipadamente pela BioWare em meados de 2011 e mais informações foram divulgadas em 11 de julho de 2011. Ele foi anunciado oficialmente na San Diego Comic-Con em 12 de julho de 2012 e foi lançado mundialmente para iOS em 7 de agosto de 2013. O jogo foi encerrado em 29 de agosto de 2014.

## Jogabilidade
O jogo foi baseado em Ultima IV, mas foi considerado pela Mythic como um “jogo de RPG de ação”. Ultima Forever incluía tanto o jogo online com um grupo quanto o modo para um jogador. Diferentemente de Ultima IV, o jogo incluía uma personagem chamada Lady British em vez de Lord British. Isso se deveu ao fato de Richard Garriott ter retido os direitos da marca registrada depois de deixar a Electronic Arts. A Mythic enfatizou que as virtudes da série Ultima desempenhariam um papel importante. Ultima Forever apresentava um ponto de vista isométrico de cima para baixo, com "fundos pintados à mão e personagens em 3D".

## Desenvolvimento
Em 31 de março de 2011, uma imagem de uma apresentação feita por Paul Barnett vazou. A conta oficial no Twitter tornou-se ativa em 4 de abril de 2011 e foi descoberta pela comunidade no final de maio de 2011. O site oficial foi registrado em 17 de março de 2010 e foi ao ar em 2 de junho de 2011.
Em 11 de junho de 2012, o gerente geral da Mythic Entertainment, Eugene Evans, revelou na Develop Conference que um novo jogo online gratuito seria anunciado em 12 de julho de 2012. Mais tarde naquele dia, a página oficial do Facebook foi ativada e o site oficial foi atualizado para um novo design, com uma breve descrição do jogo e um link para os candidatos à versão beta.
Paul Barnett revelou no Twitter que o jogo seria anunciado na San Diego Comic-Con.

## Recepção
A recepção do jogo variou de mista a negativa. A maioria dos críticos criticou o sistema de microtransações utilizado. A Touch Arcade lhe deu três de cinco estrelas. A Eurogamer deu a ele uma classificação de 2 de 10, chamando-o de “um jogo feito para idiotas, um Cow Clicker com barba”.